# Nota de blues
Una nota de blues o de blus (del inglés, blue note) es una nota musical utilizada para aportar la expresividad característica del blues. Este recurso nace de los cantos vocales tradicionales de buena parte de los estadounidenses negros de origen esclavo y en su manera de entonar, basada en una forma de atacar la nota fuera de tono (off-key),
según el sistema temperado occidental.

## Orígenes
El origen de estas notas surge de la relación entre melodía y armonía en los blues. Sabiendo que este estilo tuvo una historia muy rica y compleja, podemos decir que, mientras la estructura armónica deriva de la tradición europea, la parte melódica tiene una fuerte raíz africana. Si bien, al comienzo, el acompañamiento y la estructura formal eran más bien libres o al menos no tan definidas como ahora, se han vuelto estándares con el tiempo, y la armonía de blues se basa tradicionalmente en el uso de acordes mayores en una forma de 12 compases.
El canto ha empleado al menos desde que se tiene constancia escrita, ciertas notas que «chocan» con la armonía o el contrapunto. Estas notas, en el blues son la tercera menor, la quinta disminuida o cuarta aumentada (según ascienda o descienda) y la séptima menor.
Es por esta razón que las escalas pentatónicas (antiguas, primitivas y comunes a muchas músicas) se adaptan a este estilo. La particularidad radica en que para esta «armonía mayor» de los blues, se emplea una escala pentatónica menor. De esa manera, añadiendo una cuarta aumentada, se obtiene una pentatónica menor de blues. Lo que es importante observar es que lo que define la «sonoridad» del blues, son estas tres notas, las blues notes, que son las que contrastan con la armonía mayor tonal.
Hay que tener en cuenta que estas notas eran entonadas habitualmente efectuando una especie de arrastre (glissando) y que muchas veces la altura conseguida al cantar no era temperada, como ocurre en otras músicas de origen popular como el flamenco o la música árabe, pudiéndose hablar así de intervalos naturales. Por otro lado, el rebajar alguna nota puede dar origen a un semitono completo, como en el caso de los instrumentos de teclado, o a un deslizamiento, ya sea hacia arriba o hacia abajo, como en los instrumentos de cuerda. Esto puede dar como resultado un intervalo microtonal, o incluso pueden ser ambas notas.

## Ejemplo

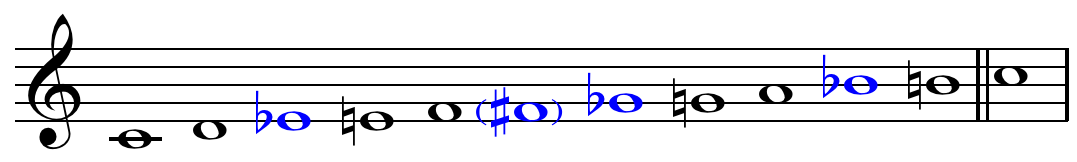
En este pentagrama se pueden ver (resaltadas con color azul) las notas de blues posibles sobre la escala de do mayor: mi, fa# (o sol) y si.

## Acordes
El empleo de los típicos acordes de séptima (según la terminología del periodo de la práctica común) no siempre fue tan claro. Desde el origen, en los cantos populares afroestadounidenses hay un continuo uso de configuraciones mayor/menor. Esta ambigüedad sugiere que al comienzo de los blues, ni siquiera había una verdadera armonía mayor. Con el paso del tiempo, y ya en los tiempos donde se empieza a grabar (1920) oímos mayoritariamente el empleo de acordes mayores en su acompañamiento. Con la influencia del jazz y por ende, de la armonía europea, comienzan a usarse acordes con séptima, y más adelante novenas, etc.
Es justamente esa séptima (b7, VII grado alterado) la que hace ideal a este tipo de estructuras (acordes de séptima de tónica en este caso) para su acompañamiento. Esto provoca una suerte de modalidad en los blues como sucede en otras músicas populares o étnicas, ya que todos sus acordes pueden ser de esta especie.

## Escalas
La cuestión de la escala de blues es bastante más compleja. Hay muchas teorías al respecto, pero se debe tener en cuenta que una escala ―en particular dentro de este estilo― surge de la relación entre palabra y melodía. Otro factor a tener en cuenta es que muchos de los idiomas africanos de los que se derivan los primeros cantos son lenguas tonales. Cuando se empezaron a emplear instrumentos para interpretar melodías de blues, las escalas que mejor se adaptaban eran las pentatónicas. Pero no solo la pentatónica menor (T, b3 -III grado alterado-, 4, 5, b7): existe una relación muy fuerte entre cierto tipo de blues con la pentatónica mayor (T, 2, 3, 5, 6), con otro carácter, y que se suelen encontrar en estilos como el soul o el góspel.

## Relación entre melodía y armonía
Si bien las notas de blues se pueden aplicar individualmente a cada acorde, es muy habitual ―dado el carácter vocal de este estilo― usar las de la tonalidad principal (I) en toda la forma. Esta es la relación de las tres notas de blues (b3, b5, b7) sobre cada grado de un blues en do mayor:
- sobre do mayor con séptima (C7), el I grado o tónica.
  - mi♭ = b3 (la tercera del acorde, rebajada)
  - sol♭ = b5 (la quinta del acorde, rebajada)
  - si♭ = b7 (la séptima del acorde, rebajada)
- sobre fa mayor séptima (F7), el IV grado o subdominante.
  - mi♭ = b7
  - sol♭ = b9
  - si♭ = b4 (la cuarta del acorde)
- sobre sol mayor séptima (G7), el V grado o dominante.
  - mi♭ = b13 (la decimotercera del acorde, rebajada)
  - fa# = b7 (la séptima mayor del acorde)
  - si♭ = b3

## Usos
El uso de estas notas de blues, así como de las escalas que originan, no sólo se da en este estilo. Desde su origen, el jazz se ha servido de las notas de blues y sus escalas y , por supuesto, de otros estilos contemporáneos y posteriores como el soul, el funk, el reggae, el rock y todos sus derivados (heavy metal, hard rock, etc.).
Es evidente que la vaguedad de ciertas notas dentro del contexto tonal, como las terceras, son también rasgos característicos de otras músicas populares y antiguas, como ocurre en la música popular europea, la música medieval, la renacentista y la música folk inglesa y en la irlandesa, donde reciben el nombre de long notes (‘notas largas’).